# Owain ap Maredudd (Dyfed)
Pour les articles homonymes, voir Owen.
Owain ap Maredudd roi de Dyfed de 808 à 811
Owain ap Maredud est le fils cadet Maredudd ap Tewdwr. Il succède à son frère Rhain ap Maredudd comme roi de Dyfed. On ne connaît aucun détail de son bref règne sur le Dyfed. À cette époque la région est assaillie par les raid vikings et Owain est tué dans un obscur combat. Il a comme successeur son neveu Triffyn ap Rhain. Vers 850 un prétendant Hyfaidd ap Bleddri revendique le trône comme fils d'une fille d'Owain.